# Messie-Syndrom

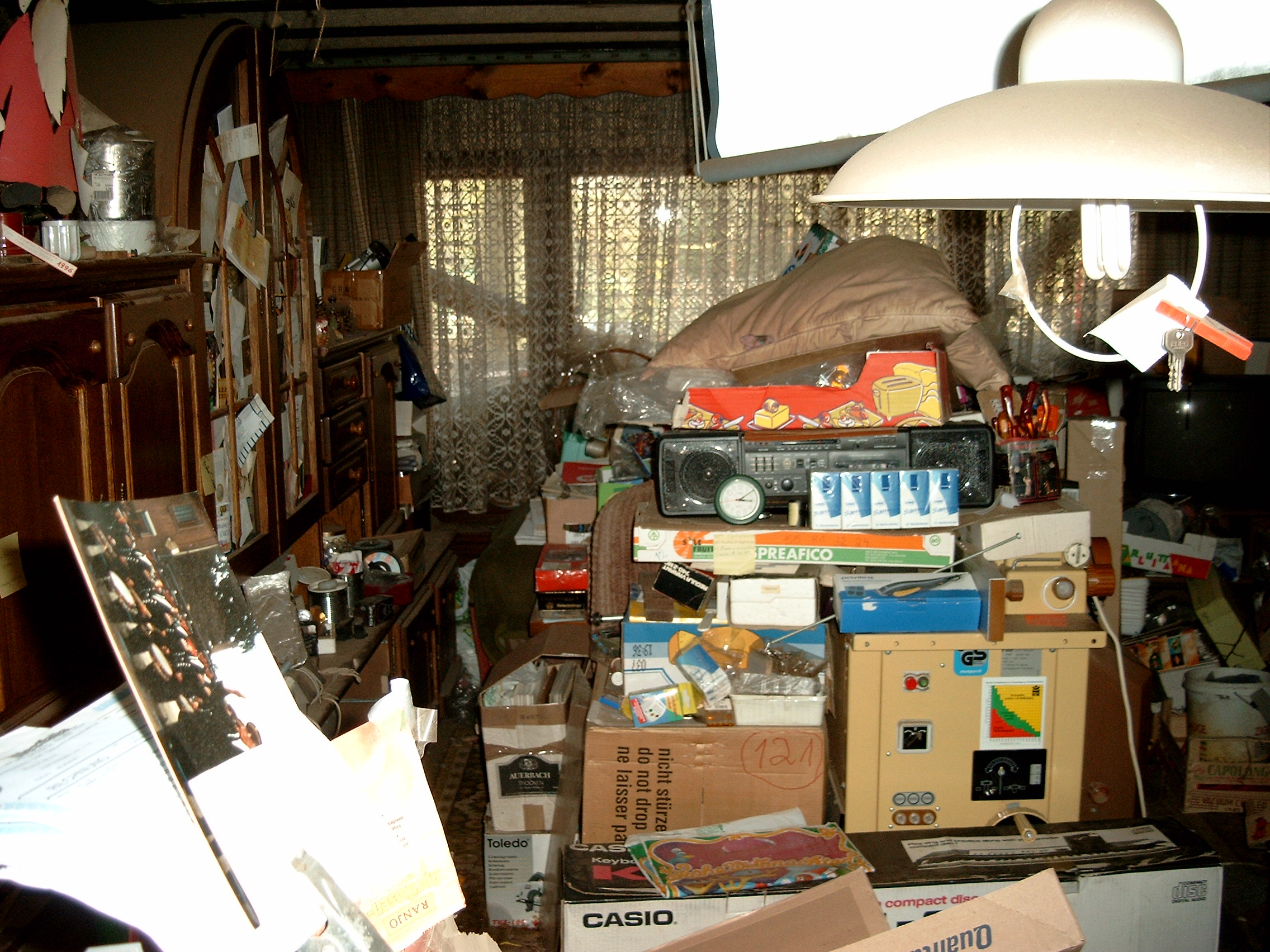
Wohnungsansicht einer Person mit Messie-Syndrom

Pathologisches Horten, umgangssprachlich auch Messie-Syndrom (abgeleitet von englisch mess „Chaos, Durcheinander“) genannt, ist eine Zwangspektrumstörung, die durch das Ansammeln mehr oder weniger wertloser Gegenstände im eigenen Wohn- und Arbeitsumfeld und die Unfähigkeit, diese Gegenstände auszusortieren, um Ordnung zu halten, gekennzeichnet ist. Eine schwere Form ist das Vermüllungssyndrom: Räume sind dann teilweise nicht mehr begehbar, können einem Schrottplatz oder einer Mülldeponie ähneln. Der Themenkreis wird auch als Desorganisationsproblematik beschrieben.
Messie ist ursprünglich ein abwertender Ausdruck der deutschen Umgangssprache. Über die Berichterstattung in den Massenmedien fand er auch in der psychotherapeutischen Fachwelt Verwendung. Dagegen hat sich der Begriff im englischen Sprachraum nicht etabliert. Dort wird das Syndrom mit hoarding disorder („Hortungsstörung“) bzw. compulsive hoarding („zwanghaftes Horten“) bezeichnet. Als Diagnose ist es im ICD-11 unter der Ziffer 6B24 enthalten. Schätzungen von Selbsthilfegruppen zufolge leben in Deutschland 2019 etwa 4,6 % der Bevölkerung mit Messie-Syndrom.

## Definition

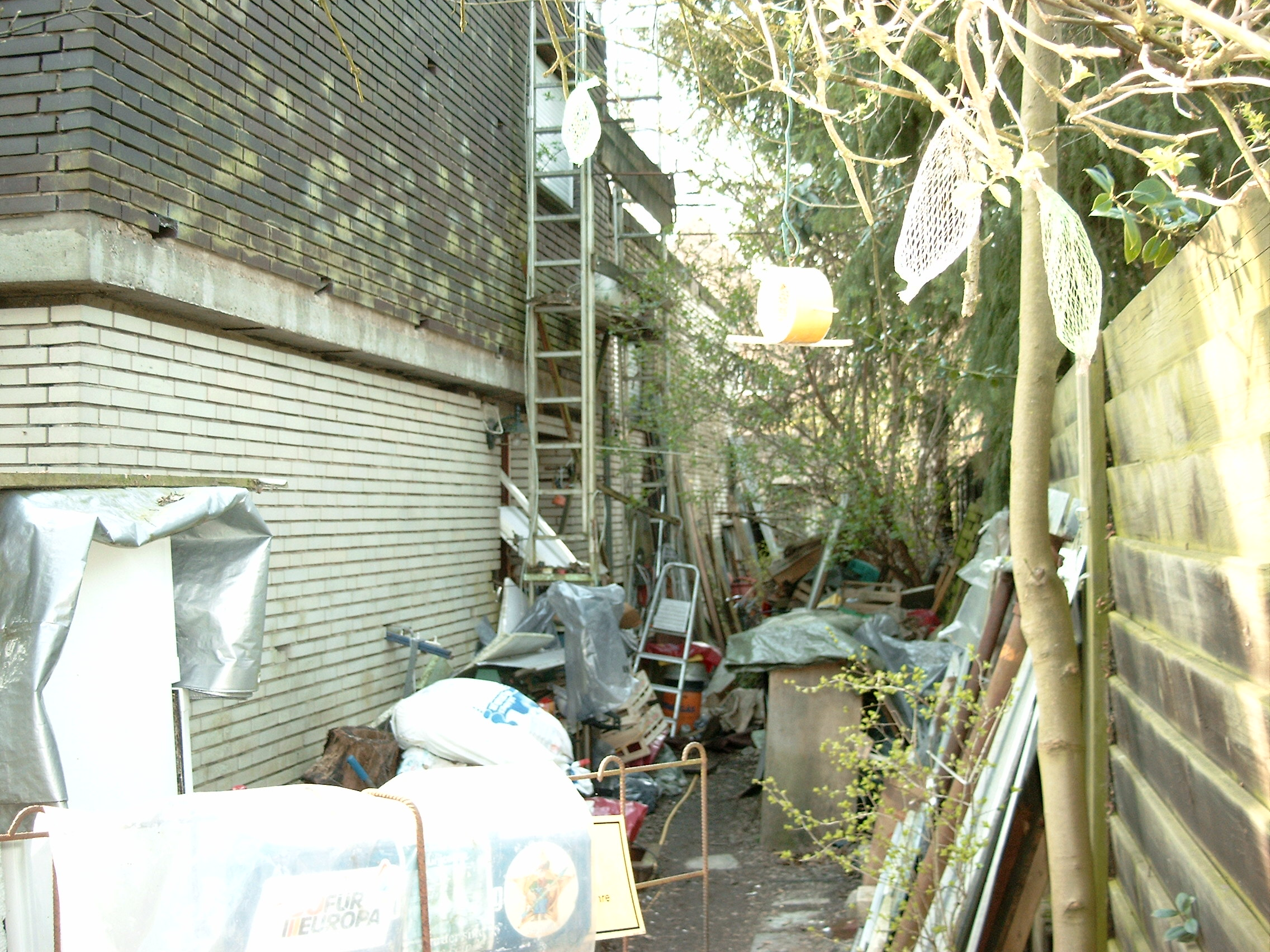
Hauseingang und Hof einer Person mit Messie-Syndrom

Das Messie-Syndrom ist eine Störung der Wertbeimessung (Wertbeimessungsstörung). Die Betroffenen haben Schwierigkeiten, Wert und Nutzen von Gegenständen zu beurteilen und sie entsprechend zu behandeln. Stattdessen wird vielen Dingen ein übersteigerter Wert beigemessen, was dazu führt, sich nicht davon trennen zu können. Es kann sich dabei um bestimmte Arten von Gegenständen handeln oder um beliebige, wie etwa alte Zeitungen und Bücher, Lebensmittel, Werkzeuge, Verpackungsmaterial, Spielsachen, Ersatzteile, Kleidung usw. Die Dinge werden entweder beschafft oder einfach behalten, auch wenn nach allgemein üblichen Maßstäben bei Nichtgebrauch bzw. Nutzlosigkeit die Weggabe oder das Entsorgen angebracht wären.
Auch wenn Menschen sehr unterschiedliche Vorstellungen davon haben, was es bedeutet, ein vermülltes Zuhause zu haben, ist die Definition eines Messie-Syndroms an eine gewisse Menge und Dichte an Gegenständen geknüpft, die das Bewohnen spürbar beeinträchtigen oder gar unmöglich machen.
Als krankhaft gilt das Verhalten, wenn die Person selbst oder andere Menschen darunter leiden, etwa Vermieter, Nachbarn, Freunde oder Familie.

## Geschichte
Die selbst betroffene US-amerikanische Sonderschulpädagogin Sandra Felton befreite sich aus ihrer Situation, publizierte einen Ratgeber und gründete in den 1980er Jahren die Selbsthilfegruppe Messies Anonymous. Der Begriff Messie setzte sich im englischen Sprachgebrauch nicht durch. Presseberichte machten den Begriff Messie im deutschsprachigen Raum bekannt.
2006 veröffentlichte die Schriftstellerin Evelyn Grill einen erfolgreichen Roman über einen Messie und sein Umfeld. Der Begriff ist aber schon einige Jahre vorher ins allgemeine Sprachbewusstsein eingegangen und bezeichnet eine breite Palette von gesunden bis krankhaften Verhaltensweisen.

## Beschreibung

### Symptomatik
Die Betroffenen leiden an einem Defizit, ihre Handlungen geplant und zielgerichtet an der Bewältigung ihrer alltäglichen Aufgaben auszurichten. Dies kann sich äußern in:
- Unordentlichkeit bis zu Geruchsbelästigung und hygienischen Problemen[1]
- zwanghaftem Sammeln wertloser oder verbrauchter Dinge
- chronischen Problemen mit Zeiteinteilung und Pünktlichkeit
- Lähmung der Handlungsfähigkeit (Handlungsblockade) auch in wichtigen Situationen
- Versäumen bzw. Nichterledigen (Aufschieben) normaler sozialer Verpflichtungen. (Es kann beispielsweise vorkommen, dass die gesamte Post – ob Werbung, wichtige Briefe oder Mahnungen – ungeöffnet liegenbleibt.)
- eingeschränkter sozialer Umgang
- Hilflosigkeit unter dem Druck des Chaos[1]

Messies neigen zum Sammeln bzw. Horten von Sachen, die von den meisten Menschen als wertlos angesehen und weggeworfen würden. Die Betroffenen sind meist unfähig, den realen Wert dieser Gegenstände einzuschätzen und zwischen wichtig und unwichtig, brauchbar und unbrauchbar zu unterscheiden. Oft sehen sie die Irrationalität ihres Hortens zwar ein, sind aber nicht in der Lage, der Einsicht entsprechend zu handeln. Mitunter haben sie auch ganz konkrete Vorstellungen, wozu sie die betreffenden Gegenstände verwenden wollen, schaffen es aber nicht, diese Planung umzusetzen. Wohingegen Sammler ihre Dinge meist nach Prinzipien ordnen, haben Messies inmitten ihrer Gegenstände zwar durchaus eine Orientierung, verlieren aber schließlich den Überblick darüber.
Im Extremfall führt die Anhäufung von Gegenständen dazu, dass größere Bereiche der Wohnung oder sogar eines ganzen Hauses nicht mehr betretbar sind. Manchmal verbleiben nur noch enge Gänge zwischen großen Haufen, Kisten und Säcken. Durch diese Mengen an gestapelten Gegenständen wird die Reinigung der Wohnräume fast unmöglich. Falls Fenster und Türen zugestellt sind, kann es innerhalb der Wohnung zu einem Mangel an Frischluft und Tageslicht kommen. Im Endeffekt kann es zur Unbewohnbarkeit der Wohnung führen.
Eng mit dem gegenständlichen Horten verknüpft ist manchmal auch das immaterielle Aufschieben von Verpflichtungen zugunsten anderer, weniger dringender Handlungen (Prokrastination). Daher haben Messies häufig Schwierigkeiten, Prioritäten zu setzen, Notwendiges zu erledigen und ihre Handlungen gemäß eigener Zielsetzungen effektiv zu steuern. Insbesondere die Umsetzung geplanter Handlungen, die nicht aktuell befriedigend sind, fällt ihnen schwer, ebenso eine aufgabengerechte Zeiteinteilung. Ähnlich wie bei einer Aufmerksamkeitsdefizit-/Hyperaktivitätsstörung (ADHS) sind also die sogenannten exekutiven Funktionen gestört.
Auch haben Messies oft das Problem, dass sie sich zwar voller Elan in neue Aufgaben stürzen und viel organisieren, aber dann feststellen, dass sie nicht in der Lage sind, die Aufgaben den selbst gemachten Vorgaben entsprechend auszuführen. So bleiben viele angefangene Projekte liegen und tragen dazu bei, die Unordnung im Leben zu vergrößern.
Viele Messies schämen sich ihrer Unordnung und leiden darunter. Infolge sozialer Isolation kommen Betroffene oft nicht in die Lage, dass andere Menschen ihr Problem erkennen, oder dass sie von sich aus Hilfe suchen. Nach außen sind Messies meistens unauffällig. Sie erscheinen oft als offene, optimistische, vielseitige und kreative Menschen, häufig sind sie auch gut gekleidet und gepflegt. Manchmal haben Messies – scheinbar paradox – eine Tendenz zum Perfektionismus.
Teilweise führt dieses Verhalten zu Schwierigkeiten im sozialen Umgang bis hin zur Verwahrlosung. Viele Messies führen nach außen ein normales, unauffälliges Leben. Allerdings zeigen sich manchmal im Verhalten nach außen gewisse Symptome, wobei die Abgrenzung manchmal schwierig ist. Auch Menschen, deren Wohnung ordentlich sein mag, die aber ein subjektives Gefühl einer Überforderung bezüglich der Ordnung in ihrer Wohnung haben, werden bisweilen als Messies bezeichnet. Als kennzeichnend gilt die Blockade des Handelns in der eigenen Wohnung.

### Häufigkeit
Laut der AOK sind alleinlebende Menschen am häufigsten betroffen, ältere Menschen häufiger als junge, und Männer häufiger als Frauen. Es sind ca. 2 bis 6 % der Bevölkerung betroffen (MSD Manual).

### Ursachen
Die Ursachen für das Messie-Syndrom sind mannigfaltig, die im Folgenden aufgezählten sind nur einige von vielen möglichen (Mit-)Ursachen.
Eine Ursache kann ein Umzug, beispielsweise nach einer Kündigung durch den Vermieter, einer Zwangsversteigerung, der Trennung vom Partner, oder der Verlust des Arbeitsplatzes, sein.
Auch Verlustangst kann eine Ursache sein. Jemand, der sich etwas zulegt, einkauft oder von jemandem beschenkt wird, verbindet mit dem erworbenen Besitz eine angenehme Erinnerung. Für einen Menschen, der nie oder selten in seinem Leben Zuneigung oder Bestätigung bekam, können tägliche Neuerwerbungen eine Ersatzbefriedigung darstellen. Der Messie sammelt alles, was die angenehme Erinnerung auslöste. Auf keinen Fall will er eine dieser Erinnerungen mit dem Hausmüll entsorgen, aus Angst, das einzig Angenehme in seinem Leben würde ihn verlassen.
Das Messie-Syndrom kann auch Folge eines Traumas sein, also einer seelischen Verwundung oder eines Schicksalsschlages, die den Betreffenden aus der Bahn warfen. Psychologen sprechen in diesem Zusammenhang von fehlgelaufener Trauerarbeit oder von einer Anpassungsstörung.
Eine weitere Ursache für die übertriebene Sammelleidenschaft kann Geiz sein. Auch der Wunsch nach der Schonung von Ressourcen durch Wiederverwendung von ausgesonderten Gegenständen, als bewusste Abkehr von der Wegwerfgesellschaft verstanden, kann Motivation zum Sammeln sein. Dabei wird auch gesammelt, was andere Menschen weggeworfen haben.
Dem Syndrom können unterschiedliche psychische Störungen zu Grunde liegen. Es kann sich um eine Störung der Selbstregulation bzw. der Exekutiven Funktionen im Rahmen einer Zwangskrankheit, einer Depression, von Persönlichkeitsstörungen oder anderer psychischer Erkrankungen handeln.

### Diagnose und Komorbidität
Das Messie-Syndrom kann bei der ICD-10 bislang nur über den Umweg als Symptom einer anderen Zwangsstörung klassifiziert werden, ist dort wie auch in DSM-IV nicht eigenständig enthalten. In der ICD-11 wird pathologisches Horten unter Ziffer 6B24 als eigenes Störungsbild geführt, in DSM-5 als Hoarding Disorder unter Ziffer 300.3.
Manche Fachleute gehen davon aus, dass das Messie-Syndrom (in Fällen, in denen keine Psychose, schwere Depression oder Senilität vorliegt) eine ähnliche Grundlage hat wie eine Aufmerksamkeitsdefizit-/Hyperaktivitätsstörung (ADHS) bzw. eine Variante dieser Störung ist. Die Abklärung einer ADHS sollte daher Bestandteil einer fachärztlichen oder psychologischen Diagnosestellung bei einem Messie-Syndrom sein.
Eine Studie legt jedoch nahe, dass das Messie-Syndrom nicht notwendigerweise als Symptom einer anderen Erkrankung zu sehen ist, sondern auch als eigenständiges Störungsbild in Erscheinung tritt.
Innerhalb des weiten Spektrums von leichteren Formen von Unordentlichkeit und Selbstregulationsschwäche und schweren, die Autonomie und Lebenstüchtigkeit der Betroffenen erheblich beeinträchtigenden Störungen gibt es bisher keine objektiven Kriterien dafür, ab welchem Schweregrad eine behandlungsbedürftige Krankheit vorliegt. Insofern bestimmt der Betroffene selbst, ab welchem Schweregrad er seine Symptome als pathologisch empfindet.

### Hilfe und Behandlung
Eine Haushaltshilfe kann für Messies nützlich sein, wird aber nicht immer angenommen, da sie oft besondere Scham bezüglich ihrer Privatsphäre empfinden und zudem in der Regel ein starkes Bedürfnis haben, selbst die Kontrolle und Übersicht über ihre gehorteten Gegenstände zu behalten. Es hat sich eine spezialisierte Dienstleistungsbranche gebildet, englischsprachig Professional Organizers genannt, die Unterstützung bieten können, sofern sie angenommen wird (Aufräumer, Aufräumcoach).
Für die betroffenen Personen gibt es öffentliche Beratungsangebote; so bietet die Caritas ein Haushaltsorganisationstraining an, als ein Teil ihres Angebots der Haus- und Familienpflege.
Viele Experten halten Coaching für ein geeignetes Mittel, Messies zu unterstützen. Ein Coach greift nicht persönlich ein, sondern berät lediglich. Die Erstellung von Arbeitsplänen und die Unterstützung bei deren Einhaltung helfen den Betroffenen oft, ihre täglichen Aufgaben besser zu strukturieren. Da Messies ohnehin unter Scham- und Schuldgefühlen leiden, sind Ermahnungen in aller Regel nicht hilfreich. Stattdessen sollten bereits kleine Fortschritte gewürdigt werden.
Zwanghaftes Sammeln wird häufig, ähnlich wie eine Zwangserkrankung, verhaltenstherapeutisch behandelt. Hierbei gilt es zunächst die Zwangsimpulse auszuhalten („Ich muss das behalten“) und dabei das Sammelverhalten zu unterdrücken. Entstehende negative Emotionen dürfen dabei nicht weggeschoben werden. Spezifische Therapieprogramme für die individuelle Therapie sowie Gruppenbehandlung wurden bereits für den englischsprachigen Raum entwickelt.
Wichtig bei der Einzeltherapie von Patienten mit Messie-Symptomatik ist die grundlegende Basis einer tragfähigen therapeutischen Beziehung, die von Vertrauen, Respekt und Anerkennung gekennzeichnet ist, sowie Humor als „Problemauffangkissen“ nutzt. Weiterhin kann es bei manchen Patienten hilfreich sein, bereits sehr früh das Thema Selbstfürsorge anzusprechen und ein tiefliegendes Grundgefühl des eigenen Wertes aufzuspüren bzw. aufzubauen. Hierbei können auch spirituelle Ansätze hilfreich sein.
Nach eingehender fachärztlicher Untersuchung und Diagnosestellung kann eine unterstützende medikamentöse Behandlung angezeigt sein, je nach zugrunde liegender psychischer Störung, wie mit einem Antidepressivum (bei Depressionen oder Zwangskrankheit) oder mit Stimulantien bei Vorliegen von ADHS.
Es wurde auch ein Messie-Hilfe-Telefon eingerichtet.

## Beschreibung der Symptomatik im englischsprachigen Raum
Im englischen Sprachraum ist der Begriff messie syndrome ungebräuchlich. Die hier beschriebene Psychopathologie wird im Englischen als compulsive hoarding, medien- und umgangssprachlich manchmal auch als hoard and clutter syndrome oder pack rat syndrome bezeichnet.
Wenn das Sammeln und Horten im Vordergrund stehen, wird die Symptomatik im englischsprachigen Raum dem Spektrum der Zwangserkrankungen (obsessive-compulsive disorders, Abk. OCD) zugeordnet. Steht eine Handlungsstörung im Sinne von Defiziten der Selbstregulation bzw. der exekutiven Funktion im Vordergrund, sieht man die Störung dort zumeist als Form der Aufmerksamkeitsdefizit-/Hyperaktivitätsstörung an.

### Fachliteratur
- Arnd Barocka u. a.: Die Wohnung als Müllhalde. In: MMW – Fortschritte der Medizin. 45, 2004.[20]
- Werner Gross: Messie-Syndrom: Löcher in der Seele stopfen. (PDF; 54 kB) In: Deutsches Ärzteblatt, Ausgabe PP, Für psychologische Psychotherapeuten und Kinder- und Jugendlichenpsychotherapeuten. Heft 9, 10. September 2002, S. 419–420; abgerufen am 2. Juni 2019.
- Norbert Lotz u. a.: Drunter und Drüber. Das Messie-Syndrom. First-Verlag, Frankfurt 2014, ISBN 978-3-931562-20-5.
- Joachim Marschall: Wenn Sammeln Leiden schafft. In: Gehirn & Geist. Nr. 7, 2009, S. 20–26.
- Rainer Rehberger: Messies – Sucht und Zwang. Psychodynamik und Behandlung bei Messie-Syndrom und Zwangsstörung. Klett-Cotta, Stuttgart 2007, ISBN 978-3-608-89049-5.
- Veronika Schröter: Messie-Welten. Klett-Cotta, Stuttgart 2017, ISBN 978-3-608-89183-6.
- Andreas Schmidt: Der Messie House Index (MHI) – Versuch einer empirischen systematischen Quantifizierung über verhaltensökologische Phänotypus-Diagnostik des Messie Phänomens. Grin-Verlag, München 2009, ISBN 978-3-640-30710-4.
- Gisela Steins: Untersuchungen zur Deskription einer Desorganisationsproblematik. Was verbirgt sich hinter dem Phänomen Messie? In: Zeitschrift für Klinische Psychologie, Psychiatrie und Psychotherapie. 2000; 48, Heft 3, S. 266–179.
- Gisela Steins: Desorganisationsprobleme. Das Messie-Phänomen. Pabst Science Publishers, Lengerich u. a. 2003, ISBN 3-89967-009-4.
- Gisela Steins u. a.: Aber Messie bin ich noch! Eine Interventionsfallstudie zum Messie-Phänomen. Pabst Science Publishers, Lengerich u. a. 2004, ISBN 3-89967-109-0.
- Alfred Pritz (Hrsg.): Das Messie-Syndrom: Phänomen – Diagnostik – Therapie. Springer Verlag, 2009, ISBN 978-3-211-76519-7.
- Annina Wettstein: Messies. Alltag zwischen Chaos und Ordnung. Zürich 2005, ISBN 3-908784-03-4.

### Selbsthilfeliteratur
- Eva S. Roth: Das Messie-Handbuch – Unordnung, Desorganisation, chaotisches Verhalten – Beschreibung und Ursachen. Klotz, Eschborn bei Frankfurt am Main 2005, ISBN 3-88074-471-8.
- Eva S. Roth: Einmal Messie, immer Messie? Momentaufnahmen aus einem chaotischen Leben. Klotz, Eschborn bei Frankfurt am Main 2005, ISBN 3-88074-470-X.
- Barbara Lath: Leitfaden für den Umgang mit Chaos-Wohnungen. Klotz, Eschborn bei Frankfurt am Main 2006, ISBN 3-88074-479-3.

## Andere Medien
Filme
- Driveways, Regie: Andrew Ahn, 2019
- Ulrich Grossenbacher (Regie): Messies, ein schönes Chaos. Dokumentarfilm, Schweiz 2011.[21]
- Martina Elbert (Regie und Drehbuch): Morgen räum ich auf. TV-Spielfilm, Deutschland 2008.[22]
- Thomas Haemmerli (Regie): Sieben Mulden und eine Leiche. Dokumentarfilm, Zürich 2007.[23]
- Raymond Ley (Regie): Geliebter Müll! Vom Mann, der nichts wegwerfen konnte. Dokumentarfilm, Deutschland 2001.[24]
- Alles in bester Ordnung, 2022, Regie: Natja Brunckhorst mit Corinna Harfouch

Reality-Shows
- Clean House. Reality-Show, USA, seit 2003.
- Das Messie-Team. Reality-Show, D, seit 2011, 2 Staffeln, 11 Folgen[25][26]
- Messie-Alarm. Reality-Show, 1 Staffel, 6 Folgen
- Achtung Messies! Reality-Show, Kabel 1

Serienfolgen
- South Park. Folge 'Insheeption', Staffel 14, Episode 10
- CSI: Den Tätern auf der Spur. Folge 234 'Vom Suchen und Finden der Leichen', Staffel 11, Folge 5, USA 2010
- Bones – Die Knochenjägerin. Folge 'Zum Schluss fängt alles an', Staffel 5, Episode 22